# Ischnomesus hessleri
Ischnomesus hessleri är en kräftdjursart som beskrevs av Oleg Grigor'evich Kussakin 1988. Ischnomesus hessleri ingår i släktet Ischnomesus och familjen Ischnomesidae. Inga underarter finns listade i Catalogue of Life.